# Дмитрівський заказник (Харківська область)
Дмитрівський — гідрологічний заказник місцевого значення. Об'єкт розташований на території Барвінківської міської громади Ізюмського району Харківської області, село Дмитрівка.
Площа — 39,7 га, статус отриманий у 2009 році.
Охороняється ділянка водно-болотних угідь у заплаві річки Берека